# سیارک ۱۱۹۷۸
سیارک ۱۱۹۷۸ (به انگلیسی: 11978 Makotomasako، نامگذاری:1995SS4) یازده هزار و نهصد و هفتاد و هشتمین سیارک کشف شده‌است که در ۲۰ سپتامبر ۱۹۹۵ کشف شد.
قدر مطلق سیارک برابر ۲۴.۵ است.